# 13. stoljeće pr. Kr.
◄ | 3. tisućljeće pr. Kr. | 2. tisućljeće pr. Kr. | 1. tisućljeće pr. Kr. | ►
◄ | 15. stoljeće pr. Kr. | 14. stoljeće pr. Kr. | 13. stoljeće pr. Kr. |12. stoljeće pr. Kr. | 11. stoljeće pr. Kr. | ►
1290-ih pr. Kr. | 1280-ih pr. Kr. | 1270-ih pr. Kr. | 1260-ih pr. Kr. | 1250-ih pr. Kr. | 1240-ih pr. Kr. | 1230-ih pr. Kr. | 1220-ih pr. Kr. | 1210-ih pr. Kr. | 1200-ih pr. Kr.
13. stoljeće pr. Kr. je je razdoblje koje je trajalo od 1300. pr. Kr. do 1201. pr. Kr..

## Glavni događaji
- 1285. pr. Kr.: Bitka egipatskog faraona Ramzesa II. kod Kadeša s Hetitima (Bitka kod Kadeša).
- 1226. pr. Kr.: prva povijesno dokazana erupcija vulkana Etne na Siciliji.

### Kultura
- Oko 1250. pr. Kr.: Egipatska kraljica Nefertari igra "senet", igru iz koje se razvila današnja igre "dame". Prizor igre uklesan je na njenom nadgobnom spomeniku.
- Oko 1250. pr. Kr.: Sagrađena Lavlja vrata kao glavni ulaz kroz kružne zidine u Mikenu.

## Osobe
- Mojsije
- Ramzes I.
- Ramzes II.
- Set I.

## Otkrića
- Već od 1250. pr. Kr. Egipćani su znali od kvarcnog pijeska i potaše proizvesti staklo.

## Vanjske poveznice
|  | Zajednički poslužitelj ima još gradiva o temi 13. stoljeće pr. Kr. |